# 인간의 유래와 성선택
《인간의 유래와 성선택》(영어: The Descent of Man, and Selection in Relation to Sex)은 1871년에 출간된 찰스 다윈의 책이다.

## 소개
찰스 다윈은 《종의 기원》 발간 12년 후, 다시 《인간의 유래와 성선택》을 펴낸다. 그리고 ‘자연선택론’이 설명하지 못하는 다양한 질문들, 자연선택론에 반하는 것처럼 보이는 특성들에 대한 해답을 ‘성선택론’을 통해 제시한다.
다윈은 자신의 이론에 반하는 것처럼 보이는 특성들, 즉 '생존에 불리한 특성들이 어떻게 발달했을까' 하는 의문을 제기했다. 다윈이 내린 결론은 간단했다. 인간의 마음과 공작새 꼬리가 서로 비슷한 생물학적 기능을 수행할 가능성이 크며, 그것은 성선택 때문에 생긴 자연스러운 결과라는 것이다. 성선택이야말로 진화가 성립되기 위한 필수 요건의 하나라는 설명이다.
공작의 꼬리는 짝 고르기를 통한 성선택의 전형적인 예로 제시된다. 공작 암컷이 크고 화려한 꼬리를 지닌 수컷을 좋아했기 때문에, 수컷이 암컷의 눈높이에 맞춰 꼬리를 진화시켰다는 것이다. 그런데 생존을 위해서라면 짧고 가볍고 우중충한 꼬리가 더 유리한 것처럼 보인다. 적어도 수컷이 꼬리를 화려하게 만들기 위해서는 더 많은 에너지가 필요하며, 꼬리를 가꾸는 데도 상당한 시간이 소요되고, 호랑이 같은 포식자의 눈에 잘 띄기 때문이다. 그런데도 공작 수컷은 암컷에게 무려 1미터나 되는 부채꼴 깃털, 황금색 눈꼴 무늬 등을 보여 주기 위해 안달이다. 이런 행동은 '암컷 유혹하기'라는 기능을 이해하지 않고서는 과학적인 설명이 불가능하다는 것이 다윈의 설명이다.
다윈은 생존을 위한 자연선택과 번식을 위한 성선택을 분명하게 구분한 뒤, 짝 고르기를 통한 성선택은 자연선택보다 훨씬 더 지능적인 과정이라고 설명한다. 동물들은 보통 성선택에서 유능한 행위자 역할을 수행하고자 많은 시간과 에너지를 쏟는다. 짝의 유전자 품질이 평균적으로 자기 새끼의 유전자 품질의 절반을 결정하기 때문이다. 대부분의 동물들은 어미와 아비로부터 절반씩의 유전자를 물려받는다. 따라서 짝 고르기, 즉 성선택에서 중요한 것은 한층 훌륭한 유전자를 지닌 짝을 찾는 일이다. 성선택의 이런 특성 때문에 대부분의 동물들은 섹스에서 차별주의자가 된다. 즉 어떤 구혼자는 받아들이고 어떤 구혼자는 거부하는 것이다.
제프리 밀러(Geoffrey Miller)는 현대인들 중에 재치 있고 관대한 상대와 사랑에 빠지는 사람들이 많은데, 성선택론을 적용한다면 이런 상황을 자연스럽게 이해할 수 있을 것이라고 말한다. 재치와 관대함이 상대에게 성적으로 매력을 느끼게 만든다는 얘기다. 그런데 짝 고르기를 통한 성선택에서 행위자는 자신이 인식하지 못하는 형질을 좋아할 수는 없다. 즉 성선택은 암수 양쪽 모두가 이해할 수 있는 수준으로 진화할 경우에만 궁극적인 효력이 있다는 것을 의미한다.

## 현대적 해석
| 투자(비용)                | 배우자1                           | 배우자2                           |
| ------------------------- | --------------------------------- | --------------------------------- |
| 선천적(생식세포 투자비용) | 적음(0.5)                         | 많음(1)                           |
| 후천적(배우자 획득비용)   | 많음(1)                           | 적음(0.5)                         |
| 후천적(양육행동)          | 선택가능({\displaystyle \pm 0.5}) | 선택가능({\displaystyle \pm 0.5}) |
| 합계                      | {\displaystyle 1.5\pm 0.5}        | {\displaystyle 1.5\pm 0.5}        |

배우자1이 암컷일 경우 배우자2는 수컷이 반대로 배우자1이 수컷일 경우 배우자2는 암컷이 된다.
따라서 상대적으로 생식세포단계에서의 유전적 투자 비율의 선천적 불균형에도 불구하고 암컷과 수컷간의 성선택 행위에서 성경쟁이나 성선택권에서 보완적으로 영향을 미치며 이는 다음세대(자식)에대한  양육 행동의  투자 정도로 이어지는 과정에서 평균이 비슷한 균형을 이루게된다. 이는 수컷에게는 일부다처제가 적합도측면에서 유리하며 암컷의 경우 일처다부제가 유리함에도 불구하고 암컷과 수컷들이 일부일처제를 짝직기 전략으로 선택하는 다윈 퍼즐(Darwinian puzzle)을 푸는 실마리와도 관계있다고 여겨진다.

## 같이 보기
- 사회적 일부일처제
- 다윈 퍼즐
- 일처다부제
- 인간과 동물의 감정 표현

## 서지
- 이종호 역, 지만지, 2011, ISBN 978-89-6406-703-1 (6% 발췌)